# Patayamatebele
Patayamatebele è un villaggio del Botswana situato nel distretto Nordorientale, sottodistretto di North East. Il villaggio, secondo il censimento del 2011, conta 349 abitanti.

## Località
Nel territorio del villaggio sono presenti le seguenti 1 località:
- Shashe Cattlepost di 23 abitanti